# Contea di Habersham
La contea di Habersham (in inglese Habersham County) è una contea dello Stato della Georgia, negli Stati Uniti. La popolazione al censimento del 2000 era di 35 902 abitanti. Il capoluogo di contea è Clarkesville.